# Прокопоая
Прокопоая (рум. Procopoaia) — село у повіті Вилча в Румунії. Входить до складу комуни Орлешть.
Село розташоване на відстані 152 км на захід від Бухареста, 37 км на південь від Римніку-Вилчі, 60 км на північний схід від Крайови, 145 км на південний захід від Брашова.

## Населення
За даними перепису населення 2002 року у селі проживали 544 особи. Усі жителі села рідною мовою назвали румунську.
Національний склад населення села:
| Національність | Кількість осіб | Відсоток |
| -------------- | -------------- | -------- |
| румуни         | 537            | 98,7%    |
| цигани         | 7              | 1,3%     |